# Ken Sema
Kenneth ("Ken") Nlata Sema (Norrköping, 30 september 1993) is een Zweeds voetballer die doorgaans speelt als middenvelder. In januari 2025 verruilde hij Watford voor Paphos. Sema maakte in 2017 zijn debuut in het Zweeds voetbalelftal.

## Clubcarrière
Sema speelde in de jeugd van IFK Norrköping, de club uit zijn geboorteplaats. Hier brak hij niet door in het eerste elftal en hij speelde één seizoen op huurbasis bij IF Sylvia. Na afloop van deze verhuurperiode sloot hij zich aan bij Ljungskile SK, actief op het tweede niveau. Sema kwam in twee seizoenen in de Superettan tot elf competitiedoelpunten en werd hierop aangetrokken door Östersunds FK. De middenvelder won op 13 april 2017 de finale van de Svenska Cupen met 4–1 van zijn oude club IFK Norrköping. Bij de vier doelpunten fungeerde Sema driemaal als aangever. Door de bekerwinst kwalificeerde Östersunds zich voor de Europa League. Hierin bereikte het de zestiende finale, waarin Arsenal over twee wedstrijden met 2–4 te sterk was. Sema tekende in de uitwedstrijd wel voor een van de twee doelpunten, op aangeven van Saman Ghoddos.
In de zomer van 2018 maakte de Zweed de overstap naar Watford, dat circa 2,25 miljoen euro voor hem betaalde. In Londen zette Sema zijn handtekening onder een verbintenis voor de duur van vijf seizoenen. Na zijn eerste seizoen bij Watford verhuurde de club hem voor een jaar aan Udinese. Toen hij terugkeerde, was Watford gedegradeerd naar het Championship. Sema promoveerde met Watford naar de Premier League en degradeerde binnen een seizoen weer. In januari 2025 verkaste hij naar Paphos.

## Clubstatistieken
| Seizoen | Club           | Competitie     | Competitie | Competitie | Beker | Beker | Internationaal | Internationaal | Totaal | Totaal |
| Seizoen | Club           | Competitie     | Wed.       | Dlp.       | Wed.  | Dlp.  | Wed.           | Dlp.           | Wed.   | Dlp.   |
| ------- | -------------- | -------------- | ---------- | ---------- | ----- | ----- | -------------- | -------------- | ------ | ------ |
| 2012    | IFK Norrköping | Allsvenskan    | 0          | 0          | 0     | 0     | —              | —              | 0      | 0      |
| 2013    | → IF Sylvia    | Division 1     | 22         | 4          | 0     | 0     | —              | —              | 22     | 4      |
| 2014    | Ljungskile SK  | Superettan     | 30         | 7          | 6     | 0     | —              | —              | 36     | 7      |
| 2015    | Ljungskile SK  | Superettan     | 30         | 4          | 4     | 3     | —              | —              | 34     | 7      |
| 2016    | Östersunds FK  | Allsvenskan    | 23         | 4          | 3     | 0     | —              | —              | 26     | 4      |
| 2017    | Östersunds FK  | Allsvenskan    | 24         | 4          | 5     | 1     | 11             | 0              | 39     | 5      |
| 2018    | Östersunds FK  | Allsvenskan    | 11         | 0          | 5     | 0     | 2              | 1              | 18     | 1      |
| 2018/19 | Watford        | Premier League | 17         | 1          | 5     | 0     | —              | —              | 22     | 1      |
| 2019/20 | → Udinese      | Serie A        | 32         | 2          | 1     | 0     | —              | —              | 33     | 2      |
| 2020/21 | Watford        | Championship   | 41         | 5          | 2     | 1     | —              | —              | 43     | 6      |
| 2021/22 | Watford        | Premier League | 18         | 0          | 3     | 0     | —              | —              | 21     | 0      |
| 2022/23 | Watford        | Championship   | 40         | 4          | 1     | 0     | —              | —              | 41     | 4      |
| 2023/24 | Watford        | Championship   | 29         | 1          | 3     | 0     | —              | —              | 32     | 1      |
| 2024/25 | Watford        | Championship   | 14         | 0          | 3     | 0     | —              | —              | 17     | 0      |
| 2024/25 | Paphos         | A Divizion     | 1          | 0          | 0     | 0     | —              | —              | 1      | 0      |
| Totaal  | Totaal         | Totaal         | 332        | 36         | 41    | 5     | 13             | 1              | 386    | 42     |

Bijgewerkt op 6 februari 2025.

## Interlandcarrière
Sema maakte zijn debuut in het Zweeds voetbalelftal op 12 januari 2017, toen met 0–6 gewonnen werd van Slowakije door doelpunten van Alexander Isak, David Moberg Karlsson, Sebastian Andersson (tweemaal), Per Frick en Saman Ghoddos. Sema moest van bondscoach Janne Andersson als reservespeler aan de wedstrijd beginnen en hij viel na zestig minuten in voor Karlsson. De andere debutanten dit duel waren Andreas Linde (Molde FK), Jacob Une Larsson (Djurgårdens IF) en Filip Dagerstål (IFK Norrköping). Op het EK werd Zweden uitgeschakeld in de achtste finales door Oekraïne (1–2), na in de groepsfase te hebben gelijkgespeeld tegen Spanje (0–0) en gewonnen van Slowakije (1–0) en Polen (3–2). Sema kwam niet in actie. Zijn toenmalige teamgenoot Daniel Bachmann (Oostenrijk) was ook actief op het toernooi.
Tijdens zijn eenentwintigste interlandoptreden kwam Sema voor het eerst tot scoren, op 11 oktober 2024. Op die dag verdubbelde hij de voorsprong tegen Slowakije na een openingstreffer van Yasin Ayari. Door twee treffers van David Strelec werd het uiteindelijk 2–2.
| Interlands van Ken Sema voor Zweden | Interlands van Ken Sema voor Zweden | Interlands van Ken Sema voor Zweden | Interlands van Ken Sema voor Zweden | Interlands van Ken Sema voor Zweden | Interlands van Ken Sema voor Zweden | Interlands van Ken Sema voor Zweden |
| №                                   | Datum                               | Wedstrijd                           | Uitslag                             | Competitie                          | Goals                               |                                     |
| Als speler bij Östersunds FK        | Als speler bij Östersunds FK        | Als speler bij Östersunds FK        | Als speler bij Östersunds FK        | Als speler bij Östersunds FK        | Als speler bij Östersunds FK        | Als speler bij Östersunds FK        |
| ----------------------------------- | ----------------------------------- | ----------------------------------- | ----------------------------------- | ----------------------------------- | ----------------------------------- | ----------------------------------- |
| 1                                   | 12 januari 2017                     | Slowakije – Zweden                  | 0 – 6                               | Vriendschappelijk                   |                                     |                                     |
| 2                                   | 7 januari 2018                      | Estland – Zweden                    | 1 – 1                               | Vriendschappelijk                   |                                     |                                     |
| 3                                   | 11 januari 2018                     | Denemarken – Zweden                 | 0 – 1                               | Vriendschappelijk                   |                                     |                                     |
| 4                                   | 24 maart 2018                       | Zweden – Chili                      | 1 – 2                               | Vriendschappelijk                   |                                     |                                     |
| 5                                   | 27 maart 2018                       | Roemenië – Zweden                   | 1 – 0                               | Vriendschappelijk                   |                                     |                                     |
| Als speler bij Watford              |                                     |                                     |                                     |                                     |                                     |                                     |
| 6                                   | 6 september 2018                    | Oostenrijk – Zweden                 | 2 – 0                               | Vriendschappelijk                   |                                     |                                     |
| Als speler bij Udinese              |                                     |                                     |                                     |                                     |                                     |                                     |
| 7                                   | 18 november 2019                    | Zweden – Faeröer                    | 3 – 0                               | EK 2020 kwalificatie                |                                     |                                     |
| Als speler bij Watford              |                                     |                                     |                                     |                                     |                                     |                                     |
| 8                                   | 5 september 2020                    | Zweden – Frankrijk                  | 0 – 1                               | Nations League 2020/21              |                                     |                                     |
| 9                                   | 8 oktober 2020                      | Rusland – Zweden                    | 1 – 2                               | Vriendschappelijk                   |                                     |                                     |
| 10                                  | 31 maart 2021                       | Zweden – Estland                    | 1 – 0                               | Vriendschappelijk                   |                                     |                                     |
| 11                                  | 29 mei 2021                         | Zweden – Finland                    | 2 – 0                               | Vriendschappelijk                   |                                     |                                     |
| 12                                  | 5 juni 2021                         | Zweden – Armenië                    | 3 – 1                               | Vriendschappelijk                   |                                     |                                     |
| 13                                  | 5 september 2021                    | Zweden – Oezbekistan                | 2 – 1                               | Vriendschappelijk                   |                                     |                                     |
| 14                                  | 16 november 2022                    | Mexico – Zweden                     | 1 – 2                               | Vriendschappelijk                   |                                     |                                     |
| 15                                  | 16 juni 2023                        | Zweden – Nieuw-Zeeland              | 4 – 1                               | Vriendschappelijk                   |                                     |                                     |
| 16                                  | 9 september 2023                    | Estland – Zweden                    | 0 – 5                               | EK 2024 kwalificatie                |                                     |                                     |
| 17                                  | 12 september 2023                   | Zweden – Oostenrijk                 | 1 – 3                               | EK 2024 kwalificatie                |                                     |                                     |
| 18                                  | 16 november 2023                    | Azerbeidzjan – Zweden               | 3 – 0                               | EK 2024 kwalificatie                |                                     |                                     |
| 19                                  | 5 september 2024                    | Azerbeidzjan – Zweden               | 1 – 3                               | Nations League 2024/25              |                                     |                                     |
| 20                                  | 8 september 2024                    | Zweden – Estland                    | 3 – 0                               | Nations League 2024/25              |                                     |                                     |
| 21                                  | 11 oktober 2024                     | Slowakije – Zweden                  | 2 – 2                               | Nations League 2024/25              | 32'                                 |                                     |
| 22                                  | 14 oktober 2024                     | Estland – Zweden                    | 0 – 3                               | Nations League 2024/25              |                                     |                                     |
| 23                                  | 16 november 2024                    | Zweden – Slowakije                  | 2 – 1                               | Nations League 2024/25              |                                     |                                     |
| 24                                  | 19 november 2024                    | Zweden – Azerbeidzjan               | 6 – 0                               | Nations League 2024/25              |                                     |                                     |

Bijgewerkt op 6 februari 2025.

## Erelijst
| Svenska Cupen | 1 | 2016/17 |